# Canut Reyes
François Marie Reyes, conegut com a Canut Reyes (Arle, Provença, 9 de juny de 1954), és un guitarrista, cantant, compositor i pintor gitano català. Conegut especialment per haver estat membre del grup musical Gipsy Kings, és fill del fundador del grup, José Reyes, i cosí de Manitas de Plata i d'Hyppolyte Baliardo.
Els avis de Canut provenien de Catalunya, d'on van fugir arran de la Guerra Civil Espanyola. Segons afirma el seu germà Paul en una entrevista, el seu avi Joanet era de Figueres i estava emparentat amb el pare d'en Peret. Com tota la seva família, Canut parla català i francès, tot i que canta sobretot en castellà. Els membres dels Gipsy Kings i les seves respectives famílies, tots ells gitanos catalans, estan repartits entre Arle i Montpeller.

## Trajectòria
Canut és el segon dels cinc fills de José Reyes que integren els Gipsy Kings; el seu germà gran és Paul Reyes i els més joves, Nicolas, Patchaï i Andre. Tot i que Nicolas n'és el cantant principal, Canut i Patchaï també hi apareixen com a vocalistes líders. Juntament amb els seus germans, Canut formà part del grup creat cap a 1974 pel seu pare, José Reyes et los Reyes, amb el qual interpretaven temps de flamenc a festes privades a la Provença. José Reyes es va morir el 1979 de càncer de pulmó.
A finals de la dècada de 1970, els cinc germans Reyes s'ajuntaren amb els seus cosins Baliardo (nebots de Manitas de Plata) i adoptaren el nou nom de "Gipsy Kings" com a tribut a les seves arrels gitanes i al cognom "Reyes" (Kings en anglès). Poc després, els Gipsy Kings gravaren els seus dos primers àlbums, Allegria (1982) i Luna de Fuego (1983). Malgrat rebre el suport de personalitats com ara Brigitte Bardot i Francis Lalanne, el grup no va acabar de triomfar fins a uns anys després, motiu pel qual Canut i Patchaï deixaren la banda en aquells moments.
Canut Reyes continuà la seva activitat musical en altres grups, tocant sobretot a festes privades, mentre de dia treballava en una fàbrica de ciment a Tarascó. El 1989 va llançar el seu primer àlbum en solitari, Boléro, un tribut a Maurice Ravel. En aquells moments, els Gipsy Kings havien signat un contracte de producció amb EMP; després d'un primer àlbum epònim llançat el 1987, gravaren Mosaïque el 1989. Canut no havia intervingut en aquestes gravacions, però es va tornar a unir al grup de cara a la gira mundial que va seguir al llançament de Mosaïque. Des de 1990, Canut Reyes ha estat membre a temps complet dels Gipsy Kings i ha participat en totes les seves gravacions i a la major part de les gires mundials.
El 2001, Canut va conèixer els germans Jean i Gildas Boclé al Japó i tots tres van començar una col·laboració que va fructificar amb la gravació de Gitano, el segon àlbum en solitari de Canut Reyes, llançat el 2012.

## Discografia

### En solitari
1989 - Boléro

2012 - Gitano

### José Reyes & Los Reyes
1974 - José Reyes & Los Reyes / Àlbum epònim

1977 - Gitan Poète

1978 - L'amour d'un jour

### Los Reyes
1982 - Fête des Saintes Maries de la Mer

1991 - Hommage à José Reyes

### Gipsy Kings
1982 - Allegria

1983 - Luna de Fuego

1988 - Gipsy Kings

1989 - Mosaïque

1991 - Este Mundo

1992 - Live

1993 - Love & Liberté

1995 - Estrellas

1997 - Compas

2001 - Somos Gitanos

2004 - Roots

2007 - Pasajero
2013 - Savor flamenco

### Participacions
2010 - Crossfields (a Keltic Tales, dels Germans Boclé)